# Forssa
Forssa es una ciudad industrial finlandesa, situada en la región de Tavastia Propia. Se encuentra casi en el centro del triángulo que forman las tres principales ciudades de Finlandia: Helsinki, Turku y Tampere. En 2015 tenía un total de 17 422 habitantes y una superficie de 253,39 km², de los cuales 4,61 km² están cubiertos por agua. 
La ciudad se fundó en 1923 y consiguió los derechos de ciudad en 1964. Forssa creció gracias a la industria textil.
- Wikimedia Commons alberga una categoría multimedia sobre Forssa.

- Datos: Q829842
- Multimedia: Forssa / Q829842